# Yukiko Nozawa
Yukiko Nozawa (野澤ゆき子 Nozawa Yukiko?) es una mangaka japonesa, nacida en la prefectura de Aichi, y graduada de la Universidad de Nagoya Zokei. Es conocida por ser la dibujante del manga Kimi no Koto ga Dai Dai Dai Dai Daisuki na 100-nin no Kanojo escrito por Rikito Nakamura, que es serializado en la revista Shūkan Young Jump de Shūeisha desde el 26 de diciembre de 2019.

## Carrera profesional
Después de graduarse del curso de arte de la Universidad de Nagoya Zokei en 2013, ganó el segundo lugar del "18° Premio a la semi-excelencia de audición de manga" de la revista Gekkan Comic Zenon de la editorial Tokuma Shoten, edición de septiembre del mismo año. Comenzó una  serialización con el título de "Yokoshimana Eguchi-kun". Después de ser serializado hasta la edición de marzo de 2017, el título se cambió a "Eguchi-kun wa Minogasanai" de la edición de abril del mismo año, y se serializó hasta la edición de marzo de 2019.
También realizó la serie "Iyayo Iyayo mo Suki no Uchi" como invitada en la revista "Manga Time Jumbo" de Hōbunsha de la edición de enero a junio de 2016, y desde la edición de julio del mismo año el título se cambió a "Henshoku Joshi wa Koi de Onaka wo Mitashitai". Posteriormente, debido a la suspensión de la publicación de "Manga Time Jumbo", pasó a "Manga Time Special" de la edición de junio de 2018, y su serialización finalizó con la publicación del número de julio del mismo año.
En diciembre de 2019 comenzó a ser la ilustradora de la serie de manga Kimi no Koto ga Dai Dai Dai Dai Daisuki na 100-nin no Kanojo escrita por Rikito Nakamura, la cual es publicada en la revista Shūkan Young Jump de Shūeisha.